# Скуффет, Симоне
Симоне Скуффет (итал. Simone Scuffet; род. 31 мая 1996, Удине) — итальянский футболист, вратарь клуба «Кальяри», выступающий на правах аренды за клуб «Наполи».

## Клубная карьера
Симоне занимался в системе клуба «Удинезе». Он выступал за различные юношеские команды своего клуба. Его дебют в составе «Удинезе» состоялся 1 февраля 2014 года в матче против «Болоньи». В этом матче он не пропустил ни одного гола. Его следующий матч, против «Кьево», также выдался «сухим» для молодого голкипера.
В январе 2019 года Скуффет отправился в аренду в турецкий клуб «Касымпаша».
В августе 2021 года Симоне Скуффет был продан в кипрский клуб АПОЭЛ, сумма сделки составила 300 тысяч евро.
7 января 2025 года Скуффет был отдан в аренду в «Наполи» до конца сезона.

## Карьера в сборной
В 2012 году он дебютировал в составе юношеской сборной Италии до 17 лет и в её составе выиграл серебряную медаль юношеского чемпионата Европы до 17 лет. На этом турнире 15-летний Симоне провёл все матчи. В финале его сборная уступила россиянам. Также голкипер выступал на юношеском чемпионате мира 2013.

## Достижения
- Финалист чемпионата Европы (до 17 лет): 2013